# Bandabaré
Bandabaré (auch: Bandabarey) ist ein Weiler in der Landgemeinde Méhana in Niger.

## Geographie
Der Weiler liegt am rechten Ufer des Flusses Niger. Er befindet sich rund sechs Kilometer nordwestlich des Hauptorts Méhana der gleichnamigen Landgemeinde, die zum Departement Téra in der Region Tillabéri gehört. Zu den Siedlungen in der näheren Umgebung von Bandabaré zählen am selben Flussufer Satoni Gourma im Norden und Saba im Südosten sowie am gegenüberliegenden Flussufer Diomona im Osten.
Es herrscht das Klima der Sahelzone vor, mit einer durchschnittlichen jährlichen Niederschlagsmenge zwischen 300 und 400 mm.

## Geschichte
Bei Terrorangriffen im August 2024 wurden in den in der Gemeinde Méhana gelegenen Siedlungen Bandabaré, Amara, Gangania, Mamassey, Tchébi Béro und Tchébi Keyna insgesamt 14 Zivilisten getötet und mehrere weitere verletzt. Die nigrischen Sicherheitskräfte töteten als Reaktion darauf zwei Terroristen und bargen gestohlenes Vieh.

## Bevölkerung
Bei der Volkszählung 2012 hatte Bandabaré 144 Einwohner, die in 17 Haushalten lebten. Bei der Volkszählung 2001 betrug die Einwohnerzahl 84 in 13 Haushalten.